# Cyców (gmina)
Cyców (1930–54 gmina Wiszniewice) – gmina wiejska w województwie lubelskim, w powiecie łęczyńskim. W latach 1975–1998 gmina położona była w województwie chełmskim.
Siedziba gminy to Cyców.
Według danych z 30 czerwca 2004 gminę zamieszkiwało 7496 osób.

## Ochrona przyrody
Na obszarze gminy znajduje się rezerwat przyrody Jezioro Świerszczów chroniący jezioro eutroficzne i wiele rzadkich roślin reliktowych występujących na przylegającym do jeziora torfowisku.

## Struktura powierzchni
Według danych z roku 2002 gmina Cyców ma obszar 147,87 km², w tym:
- użytki rolne: 80%
- użytki leśne: 8%

Gmina stanowi 23,33% powierzchni powiatu.

## Demografia

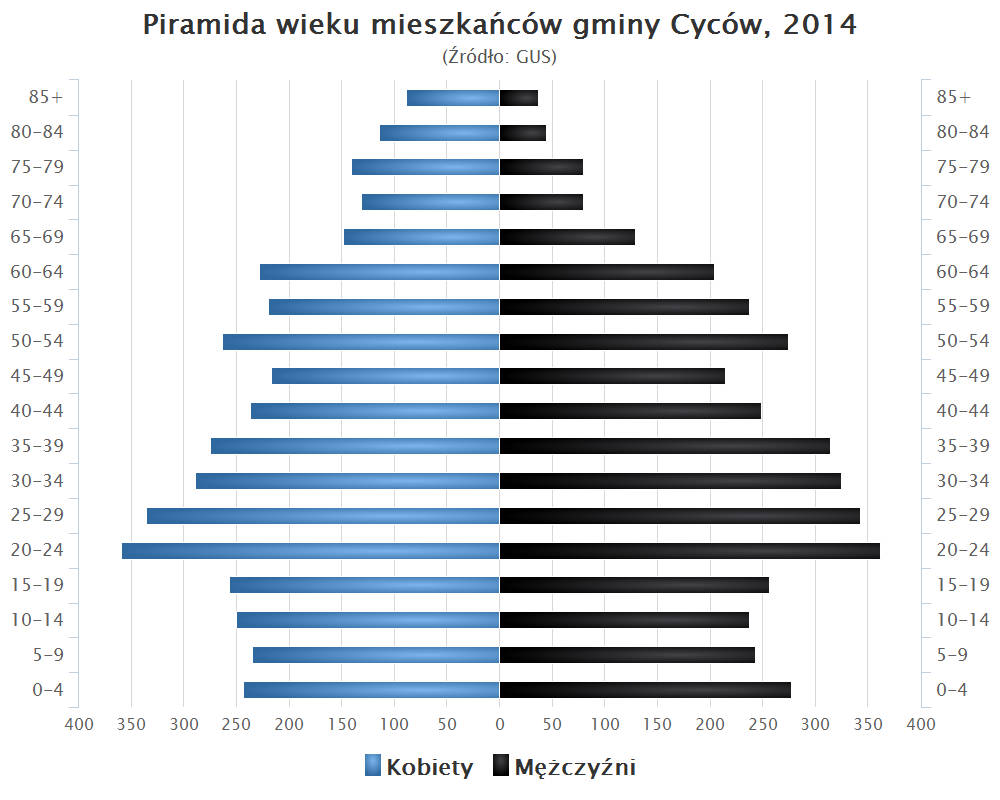
Piramida wieku mieszkańców gminy Cyców w 2014 roku

Dane z 30 czerwca 2004:
| Opis                              | Ogółem | Ogółem | Kobiety | Kobiety | Mężczyźni | Mężczyźni |
| --------------------------------- | ------ | ------ | ------- | ------- | --------- | --------- |
| jednostka                         | osób   | %      | osób    | %       | osób      | %         |
| populacja                         | 7496   | 100    | 3845    | 51,3    | 3651      | 48,7      |
| gęstość zaludnienia (mieszk./km²) | 50,7   | 50,7   | 26      | 26      | 24,7      | 24,7      |

## Sołectwa
Adamów, Barki, Bekiesza, Biesiadki, Cyców, Cyców-Kolonia Druga, Kolonia Pierwsza, Garbatówka, Garbatówka-Kolonia, Głębokie, Janowica, Józefin, Kopina, Ludwinów, Malinówka, Małków, Nowy Stręczyn, Ostrówek Podyski, Podgłębokie, Sewerynów, Stary Stręczyn, Stawek, Stawek-Kolonia, Stefanów, Szczupak, Świerszczów, Świerszczów-Kolonia, Wólka Cycowska, Wólka Nadrybska, Zagórze, Zaróbka, Zosin.

## Sąsiednie gminy
Ludwin, Puchaczów, Siedliszcze, Urszulin, Wierzbica